# La Ville-ès-Nonais
La Ville-ès-Nonais (bretonisch: Kerlean, Gallo: La Vill-èz-Nonaèn) ist eine französische Gemeinde mit 1.226 Einwohnern (Stand: 1. Januar 2022) im Département Ille-et-Vilaine in der Region Bretagne. Sie gehört zum Arrondissement Saint-Malo und zum Kanton Dol-de-Bretagne. Die Einwohner werden Nonaisiens und Nonaisiennes genannt.

## Geographie
La Ville-ès-Nonais liegt an der Grenze zum Département Côtes-d’Armor, etwa zwölf Kilometer südsüdöstlich von Saint-Malo am Ästuar der Rance. Umgeben wird La Ville-ès-Nonais von den Nachbargemeinden Saint-Suliac im Norden, Saint-Père-Marc-en-Poulet im Nordosten, Châteauneuf-d’Ille-et-Vilaine im Osten, Pleudihen-sur-Rance im Südosten und Süden, Plouër-sur-Rance im Südwesten und Westen sowie Langrolay-sur-Rance im Nordwesten.

## Bevölkerungsentwicklung
| Jahr                       | 1962 | 1968 | 1975 | 1982 | 1990 | 1999 | 2006 | 2013 | 2020 |
| Einwohner                  | 576  | 537  | 504  | 581  | 634  | 681  | 949  | 1125 | 1221 |
| Quellen: Cassini und INSEE |      |      |      |      |      |      |      |      |      |

## Sehenswürdigkeiten
- Kirche Notre-Dame-et-Sainte-Anne, 1846 bis 1854 erbaut
- Frühere Wallburg
- Herrenhaus La Saurais aus dem 17. Jahrhundert
- Herrenhaus La Baguais aus dem 16. Jahrhundert
- Herrenhaus von Port-Saint-Jean aus dem Jahre 1621

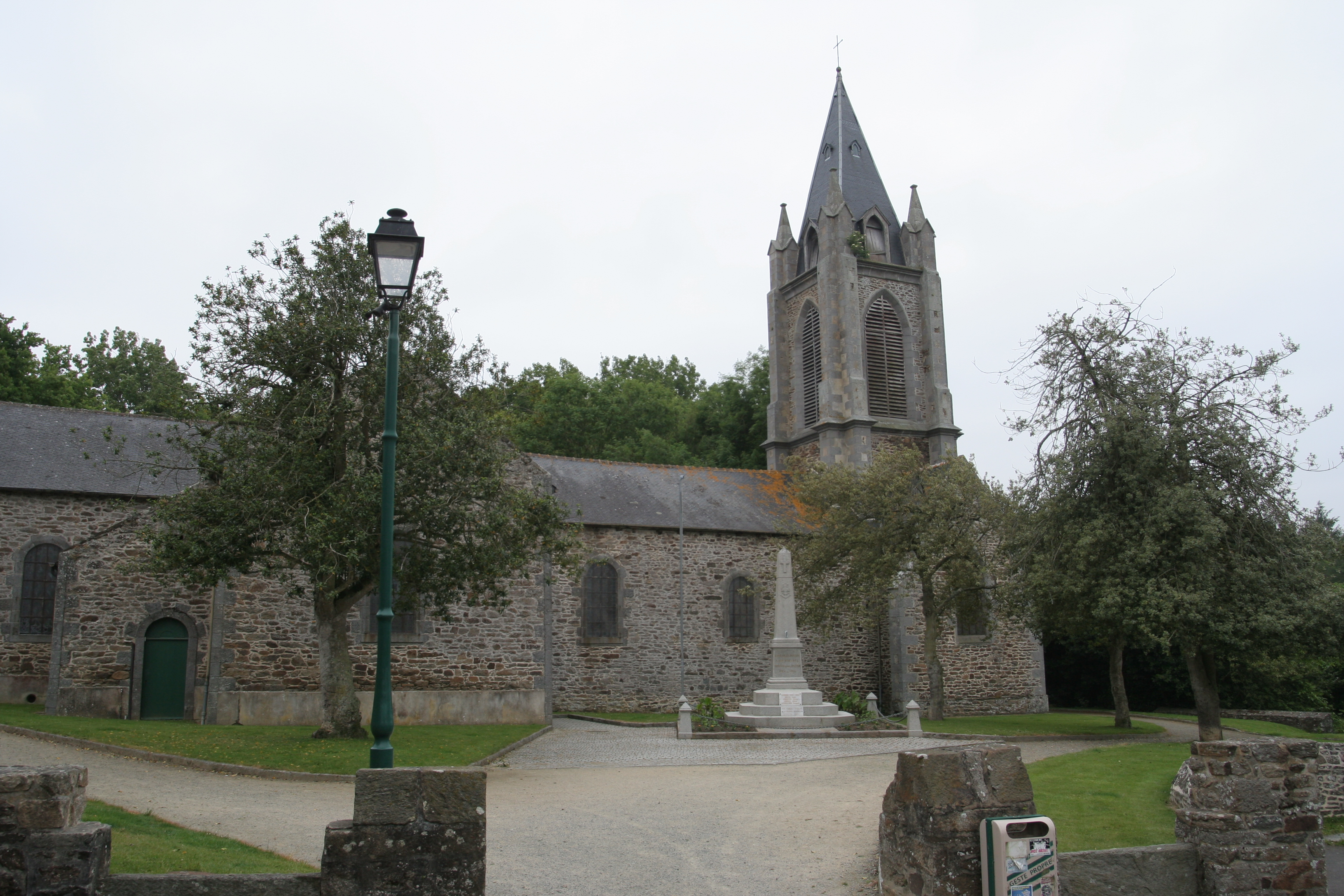
Kirche Notre-Dame-et-Sainte-Anne
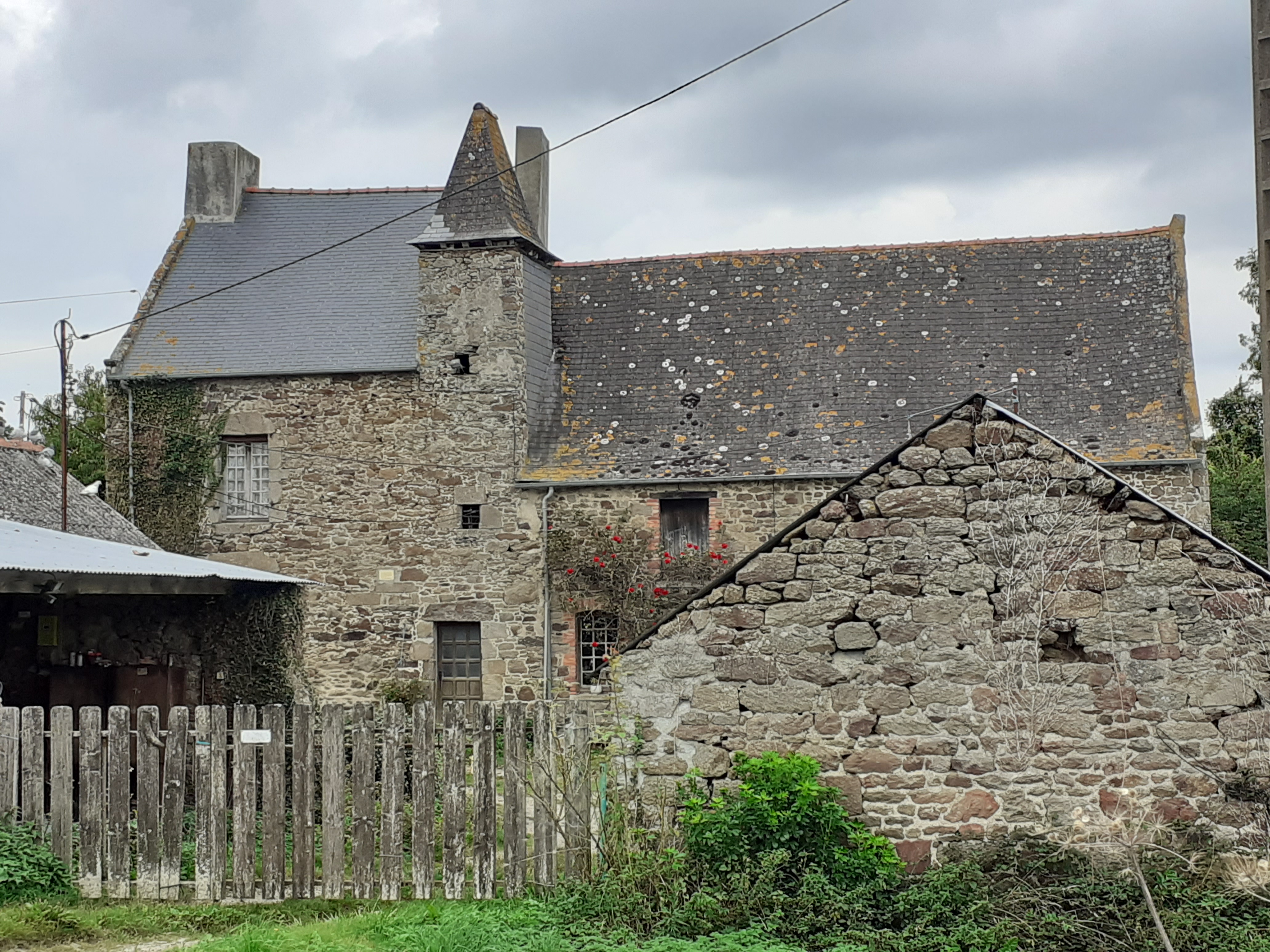
Herrenhaus La Saurais
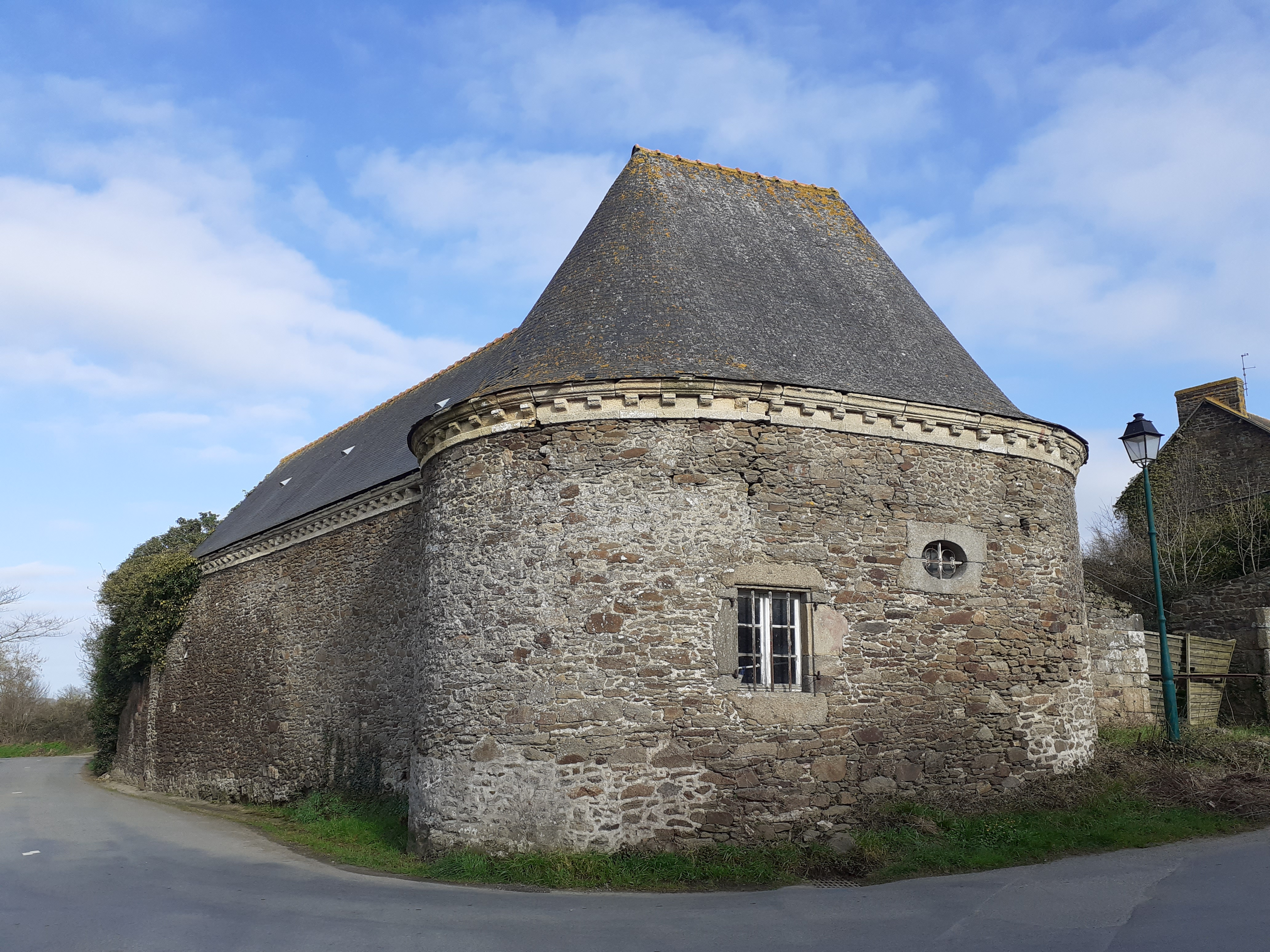
Herrenhaus La Baguais
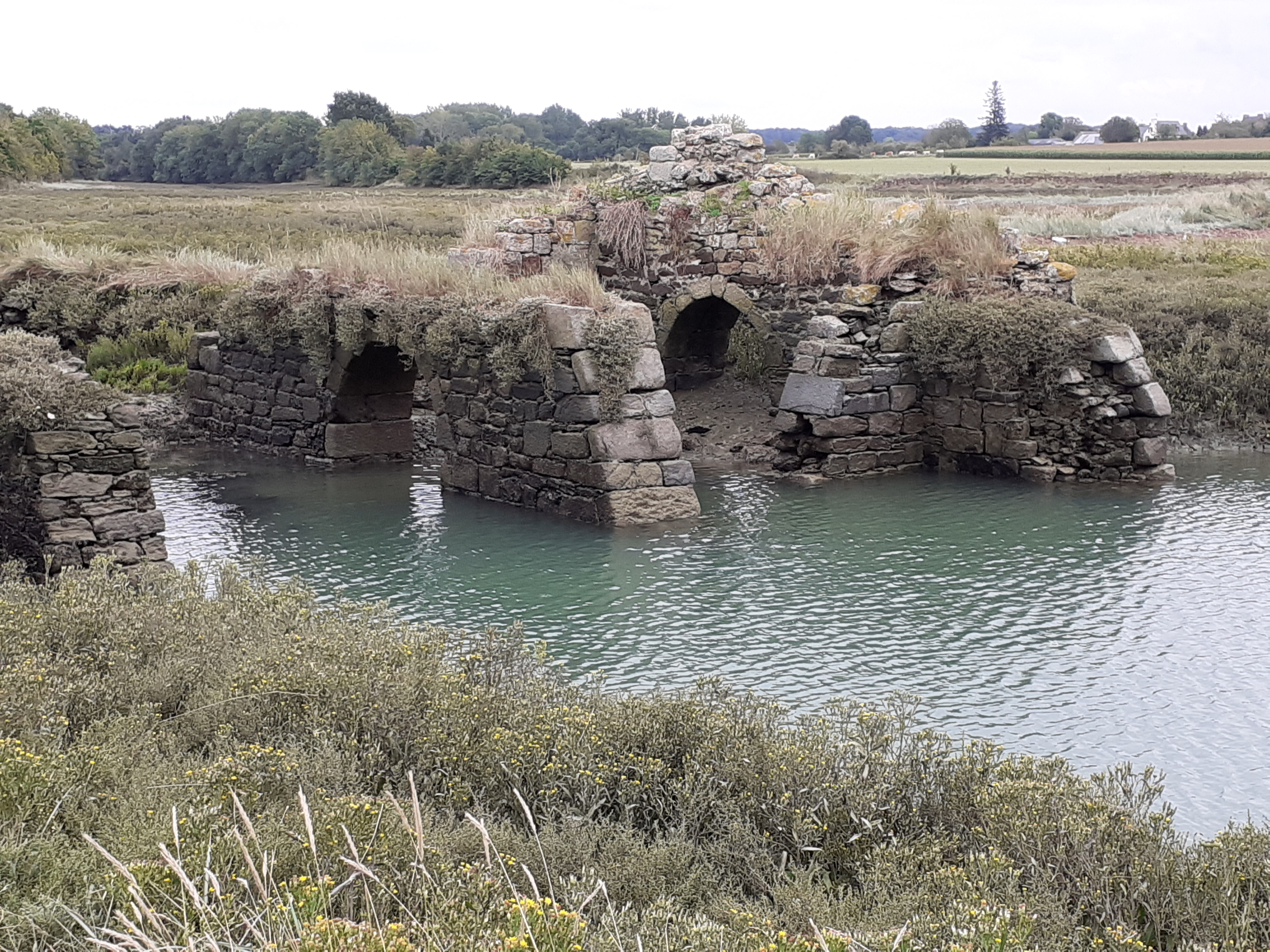
Ehemalige Gezeitenmühle La Tourniole